# Das Auge Gottes
Das Auge Gottes è il nome di un gruppo rock di Schwerin (1989 -1998). La band, di cui facevano parte sei artisti, era caratterizzata soprattutto dai testi molto elaborati e dallo stile vario degli arrangiamenti.

## Nome
Il nome „Das Auge Gottes “ (L'occhio di Dio) è stato scelto nell’anno della creazione della band (1989), e secondo quanto dicono i membri si trattava di una provocazione giocata sui simboli della fede. Nonostante la band non avesse un orientamento religioso, i membri sostenevano che “nessuna cattiva azione dovesse rimanere impunita, che dovesse invece riversarsi sul proprio autore “. Il nome inoltre deve essere interpretato anche in relazione al retroscena del luogo d’origine dei musicisti, quindi lo scenario degli ultimi anni della DDR, periodo in cui alcuni dei membri erano stati già censurati nelle loro band precedenti. Nell’anno in cui i membri scelsero il nome della band era ancora aperta la questione dei cambiamenti nella DDR; molte band utilizzavano i loro testi per mandare messaggi implicitamente critici, che probabilmente venivano colti anche dall’apparato di sicurezza della DDR (ma che si spera non venissero puniti).

## Storia
Fondata nel 1989, era costituita dai membri di molte altre band che avevano deciso di riunirsi. Tra queste la band Elegantes Chaos, della quale fa parte Richard Kruspe, attuale chitarrista dei Rammstein, che vi suonava in alcune occasioni. Dal 1989 al 1992 prevalentemente si esercitarono nella loro sala prove e ci furono solo poche esibizioni pubbliche in alcuni eventi locali.
Un’amica di uno dei membri della band inviò una demo di alcune loro canzoni alla giuria del John-Lennon-Förderpreis. Vinsero il secondo premio a Kiel e produssero il loro primo singolo. Questo venne registrato nella scuola di musica di Amburgo e venne pubblicato dalla Independent-Label Devil Dance Records. I Produttori del loro disco furono Udo Dahmen e Benjamin Hüllenkremer che mostrarono molto interesse nei confronti della band e nella produzione di un album.
Il primo album Das Auge Gottes venne ultimato nel 1993. Il titolo Du hast Jesus Christus an das Kreuz genagelt  comprende una Hit Indie. Alla fine del 1993 la A&R-Manager Sina Farschid propose loro un contratto per una casa discografica che la band accettò.
Il loro secondo singolo Vorbei ist vorbei  veniva mandato molto spesso dalla radio (ad esempio MDR Sputnik). Con il secondo singolo si dimostrarono al confine tra l’Indie e un genere più commerciale. La varietà stilistica del primo album offrì loro la possibilità di approfondire entrambi i generi.
Successivamente si esibirono live fino a 100 volte in un anno, tra cui esibizioni al Bizarre-Festival e al Ringfest di Colonia. Una nuova edizione del loro disco includeva oltre i brani anche video, foto e un gioco per il computer.
Il secondo album Kleines Leben  rappresentava l’esperienza del loro tour ed è rispetto al primo più orientato verso il rock. L’album venne prodotto a Bruxelles e ad Ambrugo. I produttori Dahmen/Hüllenkremer si interessarono nuovamente al loro lavoro. Del loro singolo Das Ding, das durch den Wind geht che ottenne molto successo, venne prodotto anche un video, che non venne riprodotto dai canali musicali. Le esibizioni live erano il mezzo principale attraverso il quale potevano arrivare ai fan, ce ne furono infatti moltissime.
Il terzo album Zärtlich auf die Wunden venne pubblicato nel 1996 a Stoccarda con il produttore Klaus Scharff (Die Fantastischen Vier). Dal punto di vista stilistico veniva esaltata la grande versatilità della band. Vennero infatti introdotti alcuni pezzi Reggae e Hip Hop oltre ai già sperimentati brani rock. Nel 1997 l’album venne presentato durante un Support-Tour con Phillip Boa.
Alla fine del 1997 la band si sciolse e all’inizio del 1998 ci fu un ultimo concerto nella città di Schwerin. In seguito alla produzione di Das gibt’s nur einmal nell’ambito della raccolta Pop 2000, Das Auge Gottes ottenne nuovamente molto successo e realizzò anche una cover della canzone Sehnsucht dei Einstürzenden Neubauten.

### Membri della band
- Eiche (Gert Reichelt) – voce e testi
- Jan Sören Eckert – basso
- Joseph (Andreas Homp) – chitarra
- Manni (Manfred Uhlig) – batteria
- Hagen (Jens-Uwe Schulz-Zachow) – piano
- Cutmaster (Mathias Mohr)
- Griemer (Andreas Griem) – basso e testi
- Sven Berger – basso
- Susanne Vogel –basso
- Volker Voigt – batteria
- Schalke (Frank Mehnert) – batteria
- Richie – batteria
- Tommy – piano

## Discografia
- 1994: So isses Baby (Maxi, D.D.R.)
- 1994: Das Auge Gottes (Album, Sony)
- 1994: Du hast Jesus Christus an das Kreuz genagelt (Maxi, Sony)
- 1994: Vorbei ist vorbei (Maxi, Sony)
- 1994: Wir seh'n uns wieder (Maxi, Sony)
- 1995: Das kleine Leben (Album, Sony)
- 1995: Das Ding das durch den Wind geht (Maxi, Sony)
- 1995: Kleines Lied (Maxi, Sony)
- 1996: Die Remixe (Promo-Album, Sony)
- 1997: Zärtlich auf die Wunden (Album, Sony)
- 1997: Ich zieh nur noch einmal um (Promo-Maxi, Sony)
- 1997: Mach mal locker (Promo-Maxi, Sony)

Reguläre Alben sind hervorgehoben